# Josif Dorfman
Josif Dorfman, ros. Иосиф Дорфман (ur. 1 maja 1952 w Żytomierzu) – francuski szachista i trener (FIDE Senior Trainer od 2004) ukraińskiego pochodzenia, arcymistrz od 1978 roku.

## Kariera szachowa
W roku 1975 zadebiutował w Erywaniu w mistrzostwach Związku Radzieckiego, zajmując XIII miejsce. Rok później w Moskwie podzielił V-VII miejsce, natomiast w roku 1977 osiągnął największy sukces w karierze, zwyciężając (wraz z Borisem Gulko) w finale rozegranym w Leningradzie. Dodatkowy mecz o tytuł mistrza kraju zakończył się remisem 3 – 3. Do roku 1984 jeszcze trzykrotnie brał udział w finałowych turniejach, nie osiągając znaczących rezultatów.
Do turniejowych sukcesów zaliczyć może zwycięstwa w turniejach w Zamardi (1980), Moskwie (1985) oraz Monako (2004), jak również dz. II m. w Peczu (1976), II m. w São Paulo (1978), dz. I m. w Dżakarcie (1979), dz. III m. w Manili (1979), dz. I m. we Lwowie (1984), dz. I m. w Sarajewie (1988, turniej Bosna) oraz dwukrotne III miejsce w memoriale Akiby Rubinstena w Polanicy-Zdroju (1978, 1992). Jest również czterokrotnym medalistą mistrzostw Francji: złotym (Méribel, 1998), srebrnym (Vichy, 2000) oraz dwukrotnie brązowym (Val d’Isère 2002 i 2004).
Trzykrotnie (w latach 1998–2004) wystąpił w drużynie narodowej Francji na szachowych olimpiadach. Oprócz tego jest trzykrotnym medalistą drużynowych mistrzostw Europy: dwukrotnie złotym (z roku 1977, wraz z drużyną ZSRR oraz za indywidualny wynik na V szachownicy) oraz brązowym (z roku 2005, wraz z drużyną Francji).
Najwyższy ranking w karierze osiągnął 1 lipca 2002 r., z wynikiem 2617 punktów zajmował wówczas 77. miejsce na światowej liście FIDE (oraz piąte wśród francuskich szachistów).
Był wieloletnim współpracownikiem Garriego Kasparowa, należał do jego zespołu w czasie czterech meczów o mistrzostwo świata z Anatolijem Karpowem. Posiada duże osiągnięcia jako szkoleniowiec, do jego wychowanków należą m.in. Étienne Bacrot.

## Publikacje
- The Method in Chess, Sarl Game Mind, Montpellier, 2001, ISBN 2-9572890-2-4.
- Die Schachmethode, Sarl Game Mind, Montpellier, 2001, ISBN 2-9572890-3-2.